# Torneo de Delray Beach 2018
El Delray Beach Open 2018 fue un torneo de tenis que pertenece a la ATP en la categoría de ATP World Tour 250 que se disputó en Delray Beach (Estados Unidos) entre el 19 y 25 de febrero de 2018.

## Distribución de puntos
| Modalidad            | Campeón | Finalista | Semifinales | Cuartos de final | 2ª ronda | 1ª ronda | Clasificados | 2ª ronda de clasificación | 1ª ronda de clasificación |
| Individual masculino | 250     | 165       | 100         | 50               | 25       | 0        | 13           | 7                         | 0                         |
| Dobles masculino     | 250     | 150       | 90          | 45               | 20       | 0        | -            | -                         | -                         |

## Cabezas de serie

### Individuales masculino
| Tenista               | Ranking | Preclasificado |
| Jack Sock             | 8       | 1              |
| Juan Martín del Potro | 9       | 2              |
| Kevin Anderson        | 11      | 3              |
| Sam Querrey           | 12      | 4              |
| Nick Kyrgios          | 15      | 5              |
| John Isner            | 18      | 6              |
| Adrian Mannarino      | 25      | 7              |
| Hyeon Chung           | 30      | 8              |
| Milos Raonic          | 31      | 9              |

- Ranking del 12 de febrero de 2018.[2]

### Dobles masculino
| Tenista                            | Ranking | Preclasificado |
| Bob Bryan Mike Bryan               | 30      | 1              |
| Max Mirnyi Philipp Oswald          | 92      | 2              |
| Ben McLachlan Hugo Nys             | 96      | 3              |
| Nicholas Monroe John-Patrick Smith | 100     | 4              |

## Campeones

### Individual masculino
Frances Tiafoe venció a  Peter Gojowczyk por 6-1, 6-4

### Dobles masculino
Jack Sock /  Jackson Withrow vencieron a  Nicholas Monroe /  John-Patrick Smith por 4-6, 6-4, [10-8]